# Nikko T.
Nikko T. (справжнє ім'я — Ніколає Ткачі; рум. Nicolae Tcaci; нар. 3 березня 1997 Дрокія, Молдова) — молдовський співак

## Біографія
Народився 3 березня 1997 року в місті Дрокiя, Молдова. Займається музикою з самого дитинства. Закінчив музичний факультет у Кишиневі (2016—2019).

## Кар'єра
Розпочав свою кар'єру у 2020 році, випустивши дебютний сингл Dansăm.
У 2023 році брав участь на відборі Євробачення в Республіці Молдова.

## Дискографія
- Dansăm (2020)[8]
- One More Night (2021)[9]
- Te-aș Iubi (2021)[10]
- Loving You (2022)[11]
- Destiny (2023)[12]
- Uită Ce-a Fost (2023)[13]